# Distrito de Piotrków
Piotrków (polaco: powiat piotrkowski) es un distrito (powiat) del voivodato de Łódź (Polonia). Fue constituido el 1 de enero de 1999 como resultado de la reforma del gobierno local de Polonia aprobada el año anterior. Su sede administrativa es Piotrków Trybunalski, aunque la ciudad no forma parte de él y por sí misma es otro distrito distinto. Además de con dicha ciudad, limita con otros seis distritos: al noroeste con Pabianice, al norte con Łódź Oriental, al este con Tomaszów Mazowiecki y Opoczno, al sur con Radomsko y al oeste con Bełchatów; y está dividido en once municipios (gmina): dos urbano-rurales (Sulejów y Wolbórz) y nueve rurales (Aleksandrów, Czarnocin, Gorzkowice, Grabica, Łęki Szlacheckie, Moszczenica, Ręczno, Rozprza y Wola Krzysztoporska). En 2011, según la Oficina Central de Estadística polaca, el distrito tenía una superficie de 1428,77 km² y una población de 90 624 habitantes.

## Centros poblados por municipio

### Municipios rurales
En el municipio de Aleksandrów se encuentran los pueblos de Borowiec, Jaksonek, Janikowice, Kalinków, Szarbsko, Taraska, Wolica y Wólka Skotnicka.
En el municipio de Czarnocin se encuentran los pueblos de Grabina Wola y Kalska Wola.
En el municipio de Gorzkowice se encuentran los pueblos de Borzęcin, Bujnice, Czerno, Gorzkowiczki, Gościnna, Kolonia Krzemieniewice, Krzemieniewice, Marianek, Plucice, Wilkoszewice y Żuchowice.
En el municipio de Grabica se encuentran los pueblos de Boryszów, Dziwle, Gutów Duży, Kafar, Kamocinek, Kobyłki Duże, Kociołki, Lutosławice Szlacheckie, Majków Mały y Twardosławice.
En el municipio de Moszczenica se encuentran los pueblos de Białkowice, Michałów, Sierosław y Srock.
En el municipio de Wola Krzysztoporska se encuentran los pueblos de Blizin, Bogdanów-Kolonia, Gąski, Gomulin, Gomulin-Kolonia, Kacprów, Kozierogi, Mzurki, Laski, Oprzężów, Pawłów Dolny, Parzniewice Małe, Piekary, Poraj, Rokszyce, Siomki, Wola Rokszycka y Żachta.

### Municipios urbano rurales
En el municipio de Sulejów se encuentra el pueblo de Kałek.